# Alexander Driggs
Alexánder Driggs Delis (18 ottobre 1973) è un ex calciatore cubano, di ruolo difensore.

## Carriera

### Nazionale
Ha debuttato in Nazionale il 1º febbraio 1998, in Stati Uniti-Cuba (3-0). Ha messo a segno la sua prima rete con la maglia della Nazionale il 27 novembre 2002, in Isole Cayman-Cuba (0-5), siglando la rete del momentaneo 0-1 al minuto 21. Ha partecipato, con la Nazionale, alla CONCACAF Gold Cup 1998 e alla CONCACAF Gold Cup 2002. Ha collezionato in totale, con la maglia della Nazionale, 21 presenze e una rete.

## Palmarès

### Club

#### Competizioni nazionali
- Campionato cubano di calcio: 1

Holguín: 2005-2006